# Pico de la Nieve
El Pico de la Nieve es un pico situado en la isla canaria de La Palma (España). El Pico de la Nieve cierra la Caldera de Taburiente por su zona noreste.
Alcanza una altitud de 2239 m s. n. m.

## Acceso
El sendero PR-LP 3 es un sendero de Pequeño Recorrido en La Palma (Canarias, España) que une el Pico de la Nieve con Santa Cruz de La Palma. La longitud total del recorrido es de 13470 metros. Hay 2300 metros de desnivel.